# Agyrtidia olivensis
Agyrtidia olivensis is een beervlinder uit de familie van de spinneruilen (Erebidae). De wetenschappelijke naam van de soort is voor het eerst geldig gepubliceerd in 1970 door Filho & do Rego Barros.